# Patio de los Naranjos (Sevilla)

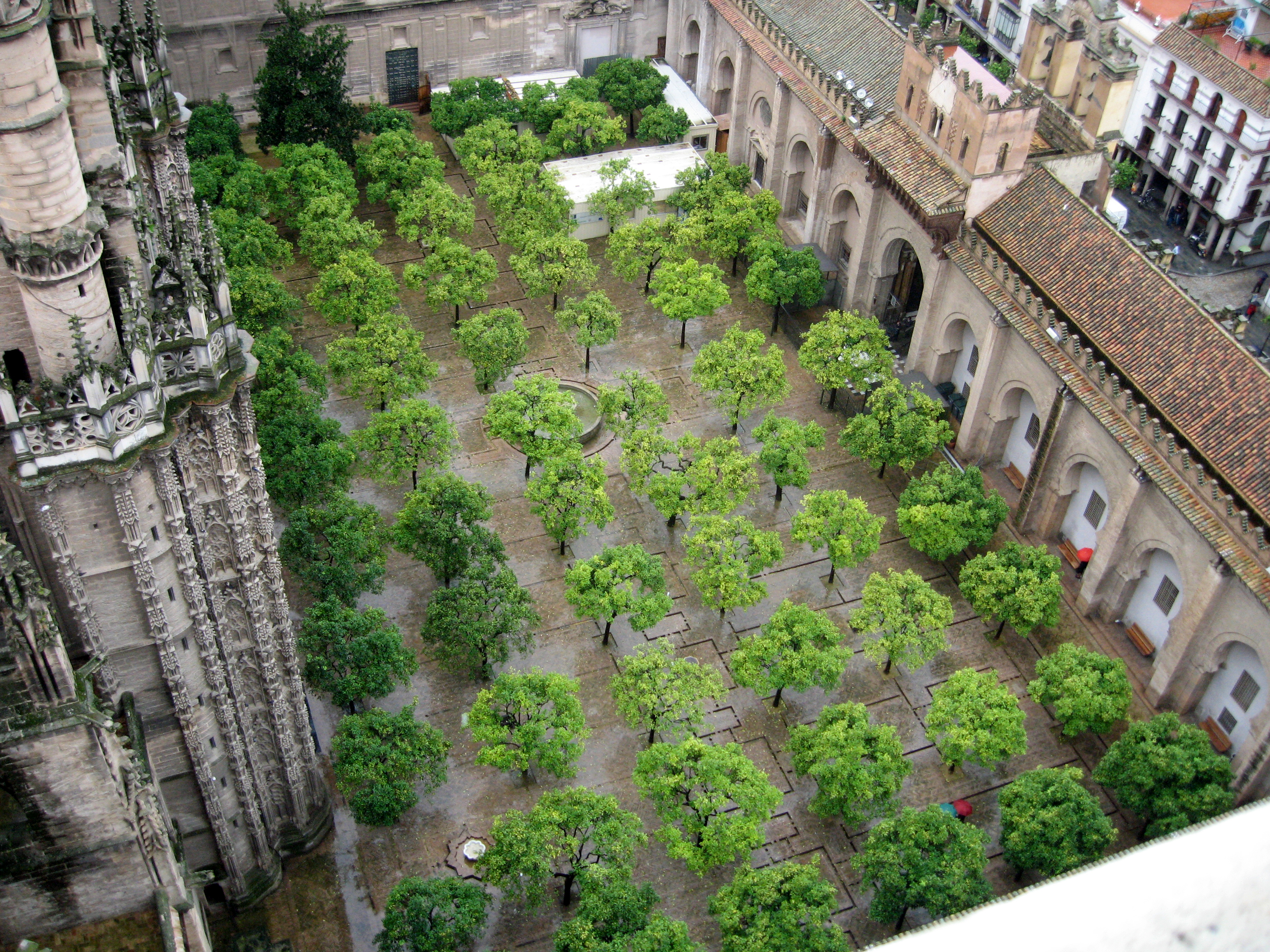
Patio de los Naranjos.

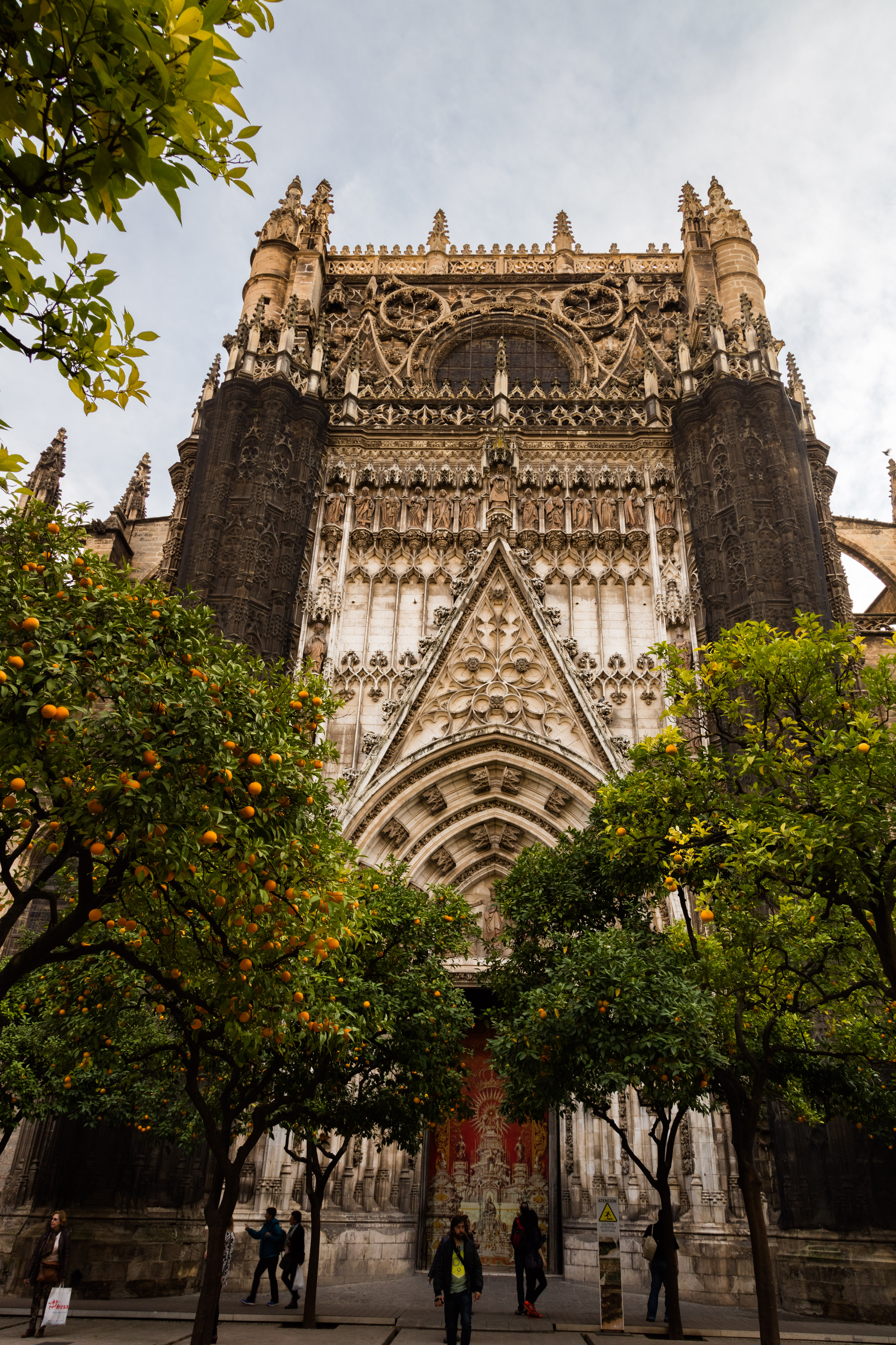
Patio de los Naranjos y Puerta de la Concepción.

El Patio de los Naranjos es un espacio abierto ajardinado de la Catedral de Sevilla, herencia de la mezquita almohade. Tiene forma rectangular y sus dimensiones son 43 por 81 metros. La construcción se inició en 1172 y concluyó en 1186. A partir de entonces, y hasta la caída de la ciudad en manos cristianas, el patio cumplió todas las funciones tradicionales musulmanas, como cementerio, salón de fiestas y actos culturales.
Los lados menores estaban constituidos por siete arcos centrales que se corresponden con la entrada original al recinto árabe, hoy conocida como Puerta del Perdón. La otra sala de oración de la mezquita es el emplazamiento donde hoy se levanta la Puerta de la Concepción. Está decorado a la usanza renacentista y se destaca una fuente cuya taza superior es visigoda.
Actualmente está totalmente integrado en la estructura cristiana de la catedral. A lo largo del tiempo ha sufrido varias modificaciones que lo han privado de su carácter original. En 1618 se derribó el ala oeste para erigir la Iglesia del Sagrario.